# Pegat d'escombraries de l'Atlàntic Nord
El Pegat d'escombraries de l'Atlàntic Nord és una àrea de deixalles marines flotant creada per la humanitat descoberta al Gir de l'Atlàntic Nord, originalment documentat en el 1972. El pegat s'estima en centenars de quilòmetres de llarg, amb una densitat de 200.000 peces d'escombraries flotant per quilòmetre quadrat. La zona de detritus canvia de posició en 1.600 km nord i sud estacionalment, i es desplaça encara més lluny durant el fenomen climàtic de El Niño segons la NOAA.
Per estudiar l'escala de l'acumulació de deixalles en l'àrea, el Gyres project va conduir una expedició d'investigació al Pegat d'escombraries de l'Atlàntic Nord el gener del 2010, recollint 35 mostres en prop de 3.000 milles entre St Thomas, Bermudes i les Açores. A més, la Sea Education Society (SEA) ha estat fent extensives investigacions d'aquest nou descobriment del Pegat d'escombraries de l'Atlàntic. Prop de 7.000 estudiants del semestre de la SEA han estat arrossegant 6100 xarxes d'entramat fi per l'Atlàntic per 22 anys. Els resultats d'aquestes dues investigacions van ser conclusives: en el gir de l'Atlàntic Nord conté contaminació marina amb plàstic en un patró i quantitat similar al trobat en el Gran Pegat d'Escombraries del Pacífic.